# Sutphin Boulevard (línea Jamaica)
Sutphin Boulevard fue una estación localizada en la sección que fue demolida de la línea Jamaica. Tenía 2 vías y 2 plataformas laterales. Esta estación fue construida como parte de los Contratos Duals[cita requerida]. Abrió el 12 de diciembre de 1916, y cerró el 10 de octubre de 1977. La siguiente estación sur era Queens Boulevard. Fue cerrada debido a la anticipación de la línea de la Avenida Archer, y debido a la presión política del área.